# كلادينة جناحية
كلادينة جناحية (الاسم العلمي:Caladenia alata) هي نوع من النباتات تتبع جنس الكلادينة من الفصيلة السحلبية.